# اوتو-هیمه

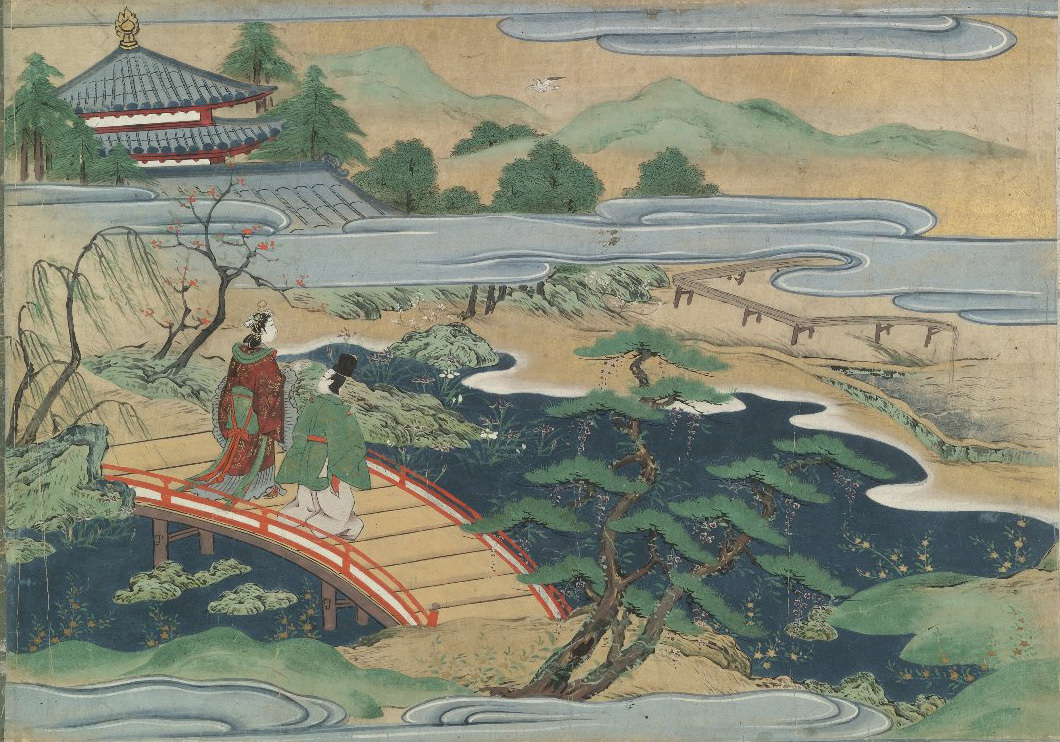
اوراشیما و اوتوهیمه از پلی در پادشاهی زیر دریا عبور می‌کنند. نقاشی ژاپنی، اواخر قرن شانزدهم یا اوایل قرن ۱۷

اوتو-هیمه (ژاپنی: 乙姫) در داستان‌های ژاپنی اوراشیما تارو، شاهزاده خانم کاخ زیر دریا ریوگو جو است.